# ناو مولوتف
ناو مولوتف (به انگلیسی: Soviet cruiser Molotov) یک کشتی بود که طول آن ۱۹۱٫۴ متر (۶۲۷ فوت ۱۱ اینچ) بود. این کشتی در سال ۱۹۳۹ ساخته شد.